# Aeropuerto de Abadán
El Aeropuerto de Abadán (en persa: فرودگاه بین‌المللی آبادان) (IATA: ABD, ICAO: OIAA) está situado a 12 kilómetros de la ciudad de Abadán, en el país asiático de Irán.
Durante la Segunda Guerra Mundial, Abadan fue un importante centro logístico para los aviones de Préstamo y Arriendo que eran enviados a la Unión Soviética por parte de Estados Unidos. A partir de mayo de 1942, el Comando de Servicio técnico de las Fuerzas aéreas del ejército de Estados Unidos y la Douglas Aircraft Company establecieron una planta aquí, con el 17.º grupo aéreo Depot ensamblando aviones recién llegados y realizando las pruebas de vuelo de ellos. Una vez preparados, fueron trasladados al aeropuerto de Mehrabad, Teherán, para su entrega a los soviéticos .